# كأس ألمانيا 1996–97
كأس ألمانيا 1996–97 (بالألمانية: DFB-Pokal 1996/97)‏ هو الموسم 54 من كأس ألمانيا. أشرف على تنظيمه اتحاد ألمانيا لكرة القدم، وكان عدد الأندية المشاركة فيه 64، وفاز فيه نادي شتوتغارت.